# Abolboda americana
Abolboda americana syn. Abolboda poeppigii Kunth  is een klein ong. 5 cm groot plantje met smalle xerofytische bladeren en een kleine bloeiwijze op een steeltje met lichtblauwe bloemen.
De plant is polvormig. De wortels zijn ongeveer 1 mm breed en ze zijn bedekt met trichomen die zand vasthouden. De hoofdbladeren meten 0,9 tot 8,2 cm lang bij 0,5-1,0 mm breed. Het zijn rechte sprieten, glad en dof tot glanzend.  De aar bevat 2-5 bloemen met 1-3 steriele schutbladeren. Er zijn 2-3 kelkbladen. De bloemblaadjes zijn 2,3 mm, de lob ong. 4 mm breed, blauw, lila of wit. 
In de regentijd kan de plant soms gedeeltelijk ondergedompeld zijn met alleen de aren boven water.
Het is een savanneplant die voorkomt bij Zanderij in Suriname.
Het is voornamelijk een plant van de zandformaties van het Braziliaanse Amazone-gebied en het Guianaschild maar het komt ook voor in de restingas van de noordoostkust van Brazilië.